# Deutsche Vereinigung für Rehabilitation
Die Deutsche Vereinigung für Rehabilitation (DVfR) ist ein interdisziplinäres Forum für Rehabilitation, in dem sich Fachleute aus Institutionen und Verbänden der Rehabilitation und Teilhabe sowie Menschen mit Behinderungen als „Experten in eigener Sache“ gleichberechtigt austauschen können. Die Vereinigung mit Sitz in Heidelberg ist als gemeinnütziger Verein anerkannt. Die DVfR wird aufgrund eines Beschlusses des Deutschen Bundestages vom Bundesministerium für Arbeit und Soziales gefördert.
Ziel des Vereins ist die Entwicklung von Einigungsprozessen und die Konsensfindung der verschiedenen Institutionen und Verbände. Die Einteilung in Mitgliedergruppen, die jeweils Institutionen und Personen mit unterschiedlichen Aufgaben, Zuständigkeiten und Interessen im Rehabilitationsbereich repräsentieren, ermöglicht, dass alle Gruppen gleichberechtigt beteiligt und entsprechend im Hauptvorstand der DVfR vertreten sind.
Die Vereinigung wurde am 14. April 1909 als „Deutsche Vereinigung für Krüppelfürsorge“ in Berlin gegründet. Die Schirmherrschaft über das 100-jährige Verbandsjubiläum im April 2009 übernahm der damalige Bundesminister für Arbeit und Soziales, Olaf Scholz.

## Aufgaben und Ziele
Der Verein organisiert den Dialog aller gesellschaftlichen Kräfte zur Weiterentwicklung der Rehabilitation in Deutschland mit dem Ziel, durch eine umfassende und individuelle Rehabilitation die Selbstbestimmung und Teilhabe von Menschen mit Behinderungen und chronischen Krankheiten zu fördern. Gleichzeitig wirbt sie für die Anerkennung und Umsetzung einer umfassenden Rehabilitation als grundlegender Teil der gesundheitlichen und sozialen Versorgung.
Die DVfR übernimmt Funktionen im Bereich der medizinischen, schulischen, beruflichen und sozialen Rehabilitation:
- Interessenausgleich zwischen den an der Rehabilitation beteiligten Gruppen
- Konstruktive Lösungsvorschläge bei der Ausgestaltung angemessener Teilhabechancen
- Kritische Begleitung der Entwicklungen im Rehabilitationsbereich aus Sicht der Betroffenen

Ziele des Vereins sind:
- Empowerment als stets anzustrebendes Ergebnis von Rehabilitation
- Förderung der Prävention von Behinderungen
- Förderung innovativer Sozialleistungsformen in der Rehabilitation
- Informationsbereitstellung
- kontinuierliches Angebot einer integrativen, fachlichen Plattform für den interdisziplinären Austausch
- kritische Begleitung der Umsetzung und Anwendung von Gesetzen, die Menschen mit Behinderungen in besonderer Weise betreffen
- Mitgestaltung der Behindertenpolitik
- Verzahnung nationaler und internationaler Entwicklungen

Beispiele operativer Arbeit sind:
- Die DVfR organisiert zu aktuellen Themen Workshops, Tagungen und Kongresse.
- Interdisziplinäre Arbeitsausschüsse erarbeiten zu aktuellen Problemen in der Rehabilitation Vorschläge und Stellungnahmen.
- Auf nationaler und internationaler Ebene setzt sich die DVfR für die Förderung des wissenschaftlichen Dialogs und des praktischen Erfahrungsaustausches ein.
- Durch vielfältige Öffentlichkeitsarbeit weist die DVfR auf die Belange von Menschen mit Behinderungen und die Rolle der Rehabilitation im modernen Sozialstaat hin.

## Arbeitsschwerpunkte

### Fachausschüsse und Stellungnahmen
Die Fachausschüsse der DVfR sind beratende Expertengremien in den Bereichen:
- Berufliche Rehabilitation und Teilhabe
- Bewegung, Sport und Freizeit
- Bildung, Schule und Erziehung
- Gesundheitsberufe
- Hilfsmittelversorgung
- ICF (International Classification of Functioning, Disability and Health)
- Inklusive Kinder- und Jugendhilfe / Umsetzungsbegleitung SGB VIII
- Interdisziplinäre Entwicklungsförderung und Rehabilitation für Kinder
- Interdisziplinäre Rehabilitationsforschung
- Psychische Beeinträchtigungen
- Rehabilitation vor und bei Pflegebedürftigkeit
- Teilhabe bei Sehverlust
- Umsetzung des Bundesteilhabegesetzes (BTHG)

Die Fachausschüsse setzen sich aus Vertreterinnen und Vertretern der DVfR-Mitgliedergruppen zusammen (siehe unten). Die Aufgabe der Ausschüsse ist es, die Entwicklungen innerhalb ihres Fachgebiets zu beobachten und wie sich diese auf Menschen mit Behinderungen auswirken. Sie erarbeiten außerdem Stellungnahmen und Positionspapiere zu aktuell wichtigen Fragen und geplanten gesetzlichen Regelungen im Bereich Rehabilitation.

### Internationale Zusammenarbeit
Die DVfR ist Mitglied im Weltverband Rehabilitation International (RI). Fachleute aus über 100 Ländern tauschen sich auf dieser internationalen Plattform aus. Die DVfR und die Bundesarbeitsgemeinschaft für Rehabilitation stellen alternierend das deutsche RI-Nationalsekretariat und vertreten in dieser Funktion die deutschen Belange im Weltverband, beispielsweise bei der jährlichen Mitgliederversammlung. Beide Organisationen engagieren sich zusätzlich auf europäischer Ebene in RI-Europe.

### Online-Austausch zu Rechtsfragen der Rehabilitation
Das Onlineportal „Diskussionsforum Rehabilitations- und Teilhaberecht“ bietet ein umfassendes Themenspektrum zum Rehabilitations- und Teilhaberecht. Als Angebot der DVfR dient es der Verbreitung der nicht hinreichend bekannten Rechtsnormen, vor allem des Sozialgesetzbuch (SGB) IX, ihrer Auslegung in aktueller Rechtsprechung und Praxis sowie für die Begleitung der Gesetzgebung. Im Bereich „Fragen – Meinungen – Antworten zum Rehabilitations- und Teilhaberecht“ (Link) diskutieren Vertreterinnen und Vertreter der Sozialgesetzgebung, Schwerbehinderten, Reha-Praxis und -Wissenschaft sowie Menschen mit Behinderungen und andere Interessierte öffentlich über vorab festgelegte Schwerpunktthemen.

### Veranstaltungen und Projekte
Die DVfR organisiert und beteiligt sich an Fachveranstaltungen und ist Partner in Kooperationsprojekten, die eine Verbesserung und Weiterentwicklung der Rehabilitation zum Ziel haben. Sie ist im politischen Bereich auch beratend tätig und begleitet die Umsetzung von Regelungen wie etwa dem Bundesteilhabegesetz. Über bundesweite Veranstaltungen im Bereich Rehabilitation und Teilhabe informiert der Veranstaltungskalender der DVfR.

## Vorstand und Geschäftsführung

### Hauptvorstand
Der Hauptvorstand repräsentiert in seiner Zusammensetzung die Gesamtheit und Vielschichtigkeit der Mitglieder. Er setzt sich satzungsgemäß aus 40 Mitgliedern zusammen, wobei zu jedem Mitglied ergänzend zwei Stellvertreter gewählt werden. Die Aufteilung der Vorstandssitze auf die Mitgliedergruppen richtet sich nach folgendem Schlüssel:

### Zusammensetzung
- Mitgliedergruppe A (Träger der sozialen Leistungen): 8 Sitze im Hauptvorstand
- Mitgliedergruppe B (Behindertenverbände): 8 Sitze im Hauptvorstand
- Mitgliedergruppe C (Träger der Einrichtungen für Behinderte): 8 Sitze im Hauptvorstand
- Mitgliedergruppe D (Personen aus dem Bereich der Rehabilitation): 8 Sitze im Hauptvorstand
- Mitgliedergruppe E (Berufs- und Fachverbände der Rehabilitation): 8 Sitze im Hauptvorstand

### Geschäftsführender Vorstand
Der Geschäftsführende Vorstand umfasst neun Personen und wird alle vier Jahre aus dem Kreis des Hauptvorstands gewählt. In der Amtsperiode 2024 bis 2028 gehören folgende Personen dem Geschäftsführenden Vorstand an:
- Matthias Schmidt-Ohlemann, Vorsitzender der DVfR
- Prof. Dr. med. Bernhard Greitemann, 1. stellv. Vorsitzender, Deutsche Gesellschaft für Orthopädie und Orthopädische Chirurgie e. V. (DGOOC), Berlin
- Andreas Bethke, Deutscher Blinden- und Sehbehindertenverband e. V., Berlin
- Gerd Kukla, Schriftführer, GKV-Spitzenverband, Berlin
- Maren Lose, Deutsche Rentenversicherung Bund (DRV Bund), Berlin
- Dr. Rolf Buschmann-Steinhage, Diplom-Psychologe, Rehabilitationswissenschaftler, Wiesbaden
- Tobias Schmidt, Bundesarbeitsgemeinschaft der Berufsbildungswerke e. V. (BAG BBW), Berlin
- Andreas Rieß, Josefs-Gesellschaft gAG, Köln
- Andreas Hörstgen, Deutscher Verband Ergotherapie (DVE), Karlsbad

### Geschäftsführerin
- Sylvia Kurth[1]

## Mitglieder
Mitglieder sind Behindertenverbände und Selbsthilfeorganisationen, Rehabilitationsfachverbände, Rehabilitationseinrichtungen und -dienste, Verbände der Rehabilitationsträger sowie – als Einzelpersonen – Experten aus vielen Arbeitsbereichen des Gesundheits- und Sozialwesens und der Forschung.
Internationale Themen
Die DVfR und die Bundesarbeitsgemeinschaft für Rehabilitation (BAR), Frankfurt, vertreten gemeinsam die Interessen Deutschlands im Weltverband Rehabilitation International (RI), New York/USA. Mit einzelnen Staaten bestehen daneben noch bilaterale Kooperationsbeziehungen, so z. B. mit Finnland und den Niederlanden.

### Träger der sozialen Leistungen
Die Verbände der Träger von sozialen Leistungen gehören zur Mitgliedergruppe A:
- Bezirk Mittelfranken -Sozialreferat-
- Bezirk Oberbayern
- Bundesagentur für Arbeit
- Deutsche Gesetzliche Unfallversicherung e. V.
- Deutsche Rentenversicherung Bund
- Deutscher Landkreistag
- Deutscher Städtetag
- GKV-Spitzenverband
- Kommunalverband für Jugend und Soziales Baden-Württemberg
- Landschaftsverband Rheinland – Dezernat 7
- Landschaftsverband Westfalen-Lippe
- Niedersächsisches Landesamt für Soziales, Jugend und Familie
- Stadt Heidelberg – Amt für Soziales und Senioren

### Rehabilitationsdienste und -einrichtungen oder deren Träger
Die Rehabilitationsdienste und -einrichtungen oder deren Träger gehören zur Mitgliedergruppe B der DVfR.
- A.R.Z.-Ambulantes Rehabilitationszentrum Nürnberg gGmbH
- adViva GmbH
- Akademie für berufliche Aus- und Weiterbildung Schweiger & Schmitt GmbH
- Annedore-Leber-Berufsbildungswerk Berlin
- Arbeits- und Wohnstätten GmbH THERAPEUTIKUM
- Berliner Werkstätten für Behinderte GmbH (BWB)
- Berufliche Fortbildungszentren der Bayerischen Wirtschaft
- Berufliches Trainingszentrum Dortmund GmbH
- Berufsförderungswerk Bad Wildbad
- Berufsförderungswerk Berlin-Brandenburg e. V.
- Berufsförderungswerk Frankfurt am Main
- Berufsförderungswerk Hamburg gGmbH
- Berufsförderungswerk Hamm GmbH
- Berufsförderungswerk München gGmbH
- Berufsförderungswerk Nürnberg gGmbH
- Berufsförderungswerk Stralsund GmbH
- Berufsförderungswerk Würzburg gGmbH
- BHH Sozialkontor gGmbH
- BTZ Berufliche Bildung Köln GmbH
- CJD Berufsförderungswerk Koblenz gGmbH
- CJD Jugenddorf Homburg/Saar
- Concept: Rehabilitation GmbH
- date up health care GmbH
- Delme-Werkstätten gGmbH
- Deutsche Blindenstudienanstalt e. V. (blista)
- Diakonie Stetten e. V.
- DIAKOVERE Annastift Leben und Lernen gGmbH
- Elisabeth-Stiftung des DRK Birkenfeld
- Evangelische Heimstiftung GmbH - Stephanuswerk Isny
- Evangelische Stiftung Alsterdorf
- Evangelische Stiftung Volmarstein
- Fachklinik Feldberg GmbH - Klinik am Haussee
- Fortbildungsakademie der Wirtschaft (FAW) gGmbH
- Fürst Donnersmarck-Stiftung zu Berlin
- Gesellschaft zur Förderung beruflicher und sozialer Integration gGmbH
- Gold-Kraemer-Stiftung
- Hegau-Jugendwerk Gailingen GmbH, Neurologisches Krankenhaus und Rehabilitationszentrum
- ICP Gruppe München - Integrationszentrum für Cerebralparesen
- IHR Rehabilitations-Dienst GmbH
- inab - Ausbildungs- und Beschäftigungsgesellschaft des bfw mbH
- INN-tegrativ gGmbH
- IPWK gemeinnützige UG
- Josefs-Gesellschaft gAG
- Katholische Jugendfürsorge der Diözese Augsburg e. V.
- Katholische Jugendfürsorge der Diözese Regensburg e. V.
- Klinik Bavaria Kreischa
- Kliniken Schmieder (Stiftung & Co.) KG
- Lichtenau e. V. - Orthopädische Klinik und Rehabilitationszentrum der Diakonie
- m & i-Klinikgruppe Enzensberg
- Neurologisches Rehabilitationszentrum Godeshöhe GmbH
- neuroneum GmbH
- Otto Bock HealthCare Deutschland GmbH
- RC reweca gGmbH
- Reha & Beruf gGmbH
- Reha Krefeld - rk - GmbH
- RehaNova Köln gGmbH
- reIntegro
- ReIntra GmbH, medizinisch-berufskundlicher Beratungs- und Integrationsdienst
- Rummelsberger Dienste für Menschen mit Behinderungen gGmbH
- SBH West GmbH
- Stiftung Kreuznacher Diakonie
- Stiftung Pfennigparade
- Universitätsklinikum Heidelberg – Stiftung Orthopädische Universitätsklinik
- VAMED Klinik Geesthacht / Fachklinik für Neurologie und Neurologisches Rehabilitationszentrum für Kinder, Jugendliche und junge Erwachsene
- v. Bodelschwinghsche Stiftungen Bethel
- Verein Oberlinhaus
- Zentrum für Physikalische Therapie

### Verbände von Menschen mit Behinderungen und Selbsthilfeverbände
Die Verbände von Menschen mit Behinderungen und Selbsthilfeverbände gehören zur Mitgliedergruppe C der DVfR.
- BDH Bundesverband Rehabilitation e. V.
- Bundesarbeitsgemeinschaft Selbsthilfe von Menschen mit Behinderung, chronischer Erkrankung und ihren Angehörigen e. V. (BAG SELBSTHILFE)
- Bundesverband für körper- und mehrfachbehinderte Menschen e. V.
- Bundesverband für Menschen mit Arm- oder Beinamputation e. V.
- Bundesverband Selbsthilfe Körperbehinderter e. V.
- Bundesvereinigung Lebenshilfe für Menschen mit geistiger Behinderung e. V.
- Deutsche Gesellschaft der Hörbehinderten – Selbsthilfe und Fachverbände
- Deutsche Multiple Sklerose Gesellschaft Bundesverband (DMSG)
- Deutsche Rheuma-Liga Bundesverband e. V.
- Deutscher Behindertensportverband e. V.
- Deutscher Blinden- und Sehbehindertenverband e.V.
- Deutscher Rollstuhl Sportverband e.V.
- LERNEN-FÖRDERN-Bundesverband zur Förderung von Menschen mit Lernbehinderungen e. V.
- Patienten im Wachkoma e. V.
- Schädel-Hirnpatienten in Not e. V.
- SoVD Sozialverband Deutschland - Bundesverband
- Sozialverband VdK Deutschland e. V.
- Special Olympics Deutschland e. V.

### Einzelpersonen
Interessierte Einzelpersonen gehören zur Mitgliedergruppe D der DVfR.

### Berufs- und Fachorganisationen der Rehabilitation
Die Berufs- und Fachorganisationen der Rehabilitation gehören zur Mitgliedergruppe E der DVfR.
- AWO Bundesverband e.V.
- BAG ambulante berufliche Rehabilitation e. V.
- BAG Mobile Rehabilitation e. V.
- Berufsverband der Ärzte für Physikalische und Rehabilitative Medizin e.V.
- Bundesarbeitsgemeinschaft Beratungsstellen für Kommunikationshilfe
- Bundesarbeitsgemeinschaft Beruflicher Trainingszentren e. V.
- Bundesarbeitsgemeinschaft der Berufsbildungswerke e. V. (BAG BBW)
- Bundesarbeitsgemeinschaft der medizinisch-beruflichen Rehabilitationseinrichtungen e.V. (Phase II)
- Bundesarbeitsgemeinschaft für Unterstützte Beschäftigung e.V. - BAG UB
- Bundesarbeitsgemeinschaft Rehabilitation psychisch kranker Menschen e. V.
- Bundesarbeitsgemeinschaft Werkstätten für behinderte Menschen e. V.
- Bundesarbeitskreis Berufsförderungswerke
- Bundesfachverband Betriebliche Sozialarbeit e. V.
- Bundesinnungsverband für Orthopädie-Technik
- Bundesverband ambulanter medizinischer Rehabilitationszentren e. V.
- Bundesverband der Rehabilitationslehrer/-innen für Blinde und Sehbehinderte e. V.
- Bundesverband Deutscher Berufsförderungswerke e. V.
- Bundesverband Deutscher Privatkliniken e.V. (BDPK)
- Bundesverband für Brandverletzte e.V.
- Bundesverband evangelische Behindertenhilfe e. V.
- Bundesverband Geriatrie e. V.
- Bundesverband Konduktive Förderung nach Petö e.V.
- Bundesverband Rehabilitationssport/RehaSport Deutschland e.V.
- Caritas Behindertenhilfe und Psychiatrie e. V.
- Deutsche Gesellschaft für Medizinische Rehabilitation e. V.
- Deutsche Gesellschaft für Neurorehabilitation e. V.
- Deutsche Gesellschaft für Orthopädie und Orthopädische Chirurgie e. V. (DGOOC)
- Deutsche Gesellschaft für Physikalische und Rehabilitative Medizin e.V.
- Deutsche Gesellschaft für Sprachheilpädagogik e. V.
- Deutsche Vereinigung für Soziale Arbeit im Gesundheitswesen e. V.
- Deutscher Bundesverband für Logopädie e. V.
- Deutscher Verband Ergotherapie e. V.
- Deutscher Verband für Physiotherapie (ZVK) e. V.
- Deutsches Kuratorium für Therapeutisches Reiten e. V.
- FiBS e.V. Forschungsinstitut für Inklusion durch Bewegung und Sport
- FOGS - Gesellschaft für Forschung und Beratung im Gesundheits- und Sozialbereich mbH
- Institut für Sozialforschung und Sozialwirtschaft e. V.
- International Centre for Socio-Legal Studies - SOCLES
- Internationale Fördergemeinschaft Kinder- und Jugendrehabilitation rehaKIND e.V.
- Institut für Qualitätssicherung in Prävention und Rehabilitation an der Deutschen Sporthochschule – IQPR
- Qualitätsverbund Hilfsmittel e. V.
- SHV-Forum Gehirn e. V.
- Stiftung Oskar-Helene-Heim
- Verband Sonderpädagogik e. V.
- Verbund Norddeutscher Rehakliniken e.V.

## Persönlichkeiten der DVfR
- Konrad Biesalski (1868–1930), deutscher Orthopäde und Hochschullehrer, er gilt als der Begründer der modernen Behindertenfürsorge
- Eduard Dietrich (1860–1947), Arzt und preußischer Medizinalbeamter
- Georg Hohmann (1880–1970), deutscher Chirurg und Orthopäde
- Kurt-Alphons Jochheim (1921–2013), Vorsitzender von 1967 bis 1992 und Ordinarius für Rehabilitation an der Deutschen Sporthochschule Köln (DSH)
- Kurt Lindemann (1901–1966), Orthopäde und Ordinarius in Heidelberg
- Hans Würtz (1875–1958), einflussreicher Protagonist Körperbehindertenpädagogik in der Zeit der Weimarer Republik

Ehrenmitglieder:
- Pastor Friedrich Wilhelm Pape, Potsdam (seit 2012)
- Hans-Martin Schian (seit 2016)
- Ferdinand Schliehe (seit 2018)
- K.-Dieter Voß (seit 2019)

Ehrenvorsitzender:
- Wolfgang Blumenthal, Geesthacht (seit 2004)